# Áno Merá
Áno Merá (Ano Mera) är en ort i Grekland.   Den ligger i prefekturen Kykladerna och regionen Sydegeiska öarna, i den sydöstra delen av landet, 160 km öster om huvudstaden Aten. Áno Merá ligger 58 meter över havet och antalet invånare är 1 611. Den ligger på ön Mykonos.
Terrängen runt Áno Merá är platt åt sydost, men åt nordväst är den kuperad. Havet är nära Áno Merá österut.  Närmaste större samhälle är Mykonos, 6,3 km väster om Áno Merá. 